# Zampa (bướm nhảy)
Zela là một chi bướm ngày thuộc họ Bướm nâu.